# 高松宮紀念
高松宮紀念（日语：高松宮記念）是日本的競輪、賽馬、競艇等各公營競技、高中體育中一部分競技、全國高等學校籃球選手權大會、全日本軟式棒球大會（1部・2部）、全日本實業團籃球選手權大會、全日本學生手球選手權大會、全日本槍劍道選手權大會、明治神宮崇敬會全國弓道大會、都民體育大會中，為了紀念宮家之一的高松宮下賜優勝獎盃而使用此名稱。
以往競輪、賽馬的賽事曾直接稱為高松宮盃（日语：高松宮杯），由高松宮下賜優勝獎盃，但因競輪給予宮家的謝禮金等問題，改為不再由高松宮下賜優勝獎盃而變更了名稱。
- 競輪 → 高松宮紀念盃競輪（日语：高松宮記念杯競輪）的略稱之一為高松宮記念。
- 競馬 → 高松宮紀念 (賽馬)。
- 競艇 → 高松宮紀念特別競走（日语：高松宮記念特別競走）的略称之一為高松宮記念。